# Maria Angélica de Sousa Queirós
Maria Angélica Sousa Queirós Aguiar de Barros (Río Claro São Paulo, 27 de octubre de 1842 — 28 de septiembre de 1929) fue una propietaria rural y aristócrata brasileña.

## Biografía

### Familia
Era hija de Francisco Antônio de Sousa Queirós, barón de Sousa Queirós, y de Antônia Eufrosina Vergueiro, siendo, por lo tanto, nieta materna del senador Vergueiro y por el lado paterno de Luis Antônio de Sousa Queirós, el general de brigada Luis Antônio.
En 1862, se casó con Francisco de Aguiar de Barros, hijo de Bento Pais de Barros, barón de Itu, y de Leonarda de Aguiar de Barros, y como su viuda, fue propietaria de muchas tierras en la zona central de la ciudad de São Paulo. Se debe a ella la denominación de Alameda Barros, en el "Barrio de Higienópolis. Fueron hijos del matrimonio:
- Francisco de Aguiar Barros Filho, que se casó con Ana de Barros Brotero (1872 - 1957)
- Bento de Aguiar Barros, que se casó con Vitalina do Amaral
- Alfredo de Aguiar Barros
- Raúl de Aguiar Barros
- Maria Angélica de Aguiar Barros
- Leonarda de Aguiar Barros, que se casó com Wladimiro Augusto do Amaral
- Antonia de Aguiar Barros
- Paula de Aguiar Barros
- Guiomar de Aguiar Barros, que se casó com Flávio do Amaral
- Beatriz de Aguiar Barros

## Honores

### Epónimos

#### Barrio de Higienópolis, SP
Es considerada una de las tres mujeres fundadoras del Higienópolis, en su primera etapa, en los altos de Santa Cecília, juntamente con Doña Veridiana Valéria da Silva Prado (Rúa Doña Veridiana) y Doña Maria Antônia da Silva Ramos (Rúa Maria Antônia). Ese barrio fue ocupándose en sus inicios por chacras, y posteriormente por ricos palacetes de la elite, y más tarde demolidos para dar lugar a edificios residenciales, en su gran mayoría.

### Avenida Angélica
La Avenida Angélica se trata de una mención honrosa de referencia a Doña Maria Angélica, situándose su palacete (inspirado en el Palacio de Charlottenburg, Alemania), en la esquina con la Alameda Barros, y posteriormente demolido.